# Wrestle Kingdom
Wrestle Kingdom es un evento anual pago por visión (PPV) de lucha libre profesional realizado por la New Japan Pro-Wrestling desde el año 2007. El evento se celebra anualmente cada 4 y 5 de enero en el Tokyo Dome. Es el evento de lucha libre más grande de Japón y el principal espectáculo de NJPW, similar a lo que WrestleMania es para la WWE.
NJPW a menudo invita a otras promociones, japonesas e internacionales, a participar en sus shows del 4 de enero en el Tokyo Dome, incluidas varias compañías que han participado en rivalidades entre promociones como All Japan Pro Wrestling (AJPW), Big Japan Pro Wrestling (BJW), Pro Wrestling Zero1, Pro Wrestling NOAH y UWF International (UWFi), así como representantes de la promoción del Consejo Mundial de Lucha Libre (CMLL). Los shows han presentado regularmente luchadores de promociones estadounidenses como Ring of Honor (ROH), Total Nonstop Action Wrestling (TNA, actualmente conocida como Impact Wrestling), y World Championship Wrestling (WCW) y en estas ocasiones se han mostrado parcial o totalmente en el mercado estadounidense.

## Historia
El evento es realizado el día 4 de enero, con motivo de la celebración de Año Nuevo, y ha sido llevado a cabo anualmente desde 1992 bajo diferentes nombres. Los primeros dos eventos correspondieron a los dos últimos WCW/New Japan SuperShows, los cuales en Japón fueron promocionados bajo los nombres "Super Warriors in Tokyo Dome" y "Fantastic Story". Los siguientes eventos anuales llevaron los siguientes nombres: "Battlefield", "Battle Seven", "Wrestling War in Tokyo Dome", "Wrestling World" entre los años 1997 y 2005, a excepción del año 1998 cuando se llamó "Power Hall in Tokyo Dome", y finalmente el año 2006 siendo conocido bajo el nombre de "Toukon Shidou Chapter 1", promocionándose a partir de 2007 con el nombre de "Wrestle Kingdom". En dicho evento han participado luchadores de otras empresas japonesas y mundiales de lucha libre como Ring of Honor, Pro Wrestling NOAH, Pro Wrestling ZERO1, Consejo Mundial de Lucha Libre, All Japan Pro Wrestling y Total Nonstop Action Wrestling.

## Fechas y lugares de Wrestle Kingdom
| Evento                       | Fecha                  | Lugar                       | Estadio                                                                                      | Asistencia    | Evento principal                                                     |        |
| ---------------------------- | ---------------------- | --------------------------- | -------------------------------------------------------------------------------------------- | ------------- | -------------------------------------------------------------------- | ------ |
| Super Warriors in Tokyo Dome | 4 de enero de 1992     | Bunkyō, Tokio               | Tokyo Dome                                                                                   | 50 000        | Riki Chōshū vs. Tatsumi Fujinami                                     | [ 1 ]  |
| Fantastic Story              | 4 de enero de 1993     | 53 500                      | Genichiro Tenryū vs. Riki Chōshū                                                             | [ 2 ]         |                                                                      |        |
| Battlefield                  | 4 de enero de 1994     | 48 000                      | Antonio Inoki vs. Genichiro Tenryū                                                           | [ 3 ]         |                                                                      |        |
| Battle Seven                 | 4 de enero de 1995     | 52 500                      | Shinya Hashimoto vs. Kensuke Sasaki                                                          | [ 4 ]         |                                                                      |        |
| Wrestling War in Tokyo Dome  | 4 de enero de 1996     | 54 000                      | Nobuhiko Takada vs. Keiji Mutoh                                                              | [ 5 ]         |                                                                      |        |
| Wrestling World 1997         | 4 de enero de 1997     | 52 500                      | Shinya Hashimoto vs. Riki Chōshū                                                             | [ 6 ]         |                                                                      |        |
| Power Hall in Tokyo Dome     | 4 de enero de 1998     | 55 000                      | Kensuke Sasaki vs. Keiji Mutoh                                                               | [ 7 ]         |                                                                      |        |
| Wrestling World 1999         | 4 de enero de 1999     | 53 000                      | Keiji Mutoh vs. Scott Norton                                                                 | [ 6 ]         |                                                                      |        |
| Wrestling World 2000         | 4 de enero de 2000     | 53 500                      | Kensuke Sasaki vs. Genichiro Tenryū                                                          | [ 6 ]         |                                                                      |        |
| Wrestling World 2001         | 4 de enero de 2001     | 52 000                      | Kensuke Sasaki vs. Toshiaki Kawada                                                           | [ 6 ]         |                                                                      |        |
| Wrestling World 2002         | 4 de enero de 2002     | Jun Akiyama vs. Yuji Nagata | [ 6 ]                                                                                        |               |                                                                      |        |
| Wrestling World 2003         | 4 de enero de 2003     | 30 000                      | Yuji Nagata vs. Josh Barnett                                                                 | [ 6 ]         |                                                                      |        |
| Wrestling World 2004         | 4 de enero de 2004     | 40 000                      | Shinsuke Nakamura vs. Yoshihiro Takayama                                                     | [ 6 ]         |                                                                      |        |
| Wrestling World 2005         | 4 de enero de 2005     | 46 000                      | Shinsuke Nakamura vs. Hiroshi Tanahashi                                                      | [ 6 ]         |                                                                      |        |
| Toukon Shidou Chapter 1      | 4 de enero de 2006     | 31 000                      | Brock Lesnar vs. Shinsuke Nakamura                                                           | [ 8 ]         |                                                                      |        |
| Wrestle Kingdom I            | 4 de enero de 2007     | 28 000                      | Keiji Mutoh y Masahiro Chono vs. Hiroyoshi Tenzan y Satoshi Kojima                           | [ 9 ]         |                                                                      |        |
| Wrestle Kingdom II           | 4 de enero de 2008     | 27 000                      | Shinsuke Nakamura vs. Hiroshi Tanahashi                                                      | [ 10 ]        |                                                                      |        |
| Wrestle Kingdom III          | 4 de enero de 2009     | 40 000                      | Hiroshi Tanahashi vs. Keiji Mutoh                                                            | [ 11 ]        |                                                                      |        |
| Wrestle Kingdom IV           | 4 de enero de 2010     | 41 500                      | Shinsuke Nakamura vs. Yoshihiro Takayama                                                     | [ 12 ]        |                                                                      |        |
| Wrestle Kingdom V            | 4 de enero de 2011     | 42 000                      | Hiroshi Tanahashi vs. Satoshi Kojima                                                         | [ 13 ]        |                                                                      |        |
| Wrestle Kingdom VI           | 4 de enero de 2012     | 43 000                      | Hiroshi Tanahashi vs. Minoru Suzuki                                                          | [ 14 ]        |                                                                      |        |
| Wrestle Kingdom 7            | 4 de enero de 2013     | 29 000                      | Kazuchika Okada vs. Hiroshi Tanahashi                                                        | [ 15 ]        |                                                                      |        |
| Wrestle Kingdom 8            | 4 de enero de 2014     | 35 000                      | Shinsuke Nakamura vs. Hiroshi Tanahashi                                                      | [ 16 ]        |                                                                      |        |
| Wrestle Kingdom 9            | 4 de enero de 2015     | 36 000                      | Kazuchika Okada vs. Hiroshi Tanahashi                                                        | [ 17 ]        |                                                                      |        |
| Wrestle Kingdom 10           | 4 de enero de 2016     | 25 204                      | Kazuchika Okada vs. Hiroshi Tanahashi                                                        | [ 18 ]        |                                                                      |        |
| Wrestle Kingdom 11           | 4 de enero de 2017     | 26 192                      | Kazuchika Okada vs. Kenny Omega                                                              | [ 19 ]        |                                                                      |        |
| Wrestle Kingdom 12           | 4 de enero de 2018     | 34 995                      | Kazuchika Okada vs. Tetsuya Naito                                                            | [ 20 ]        |                                                                      |        |
| Wrestle Kingdom 13           | 4 de enero de 2019     | 38 162                      | Kenny Omega vs. Hiroshi Tanahashi                                                            | [ 21 ]        |                                                                      |        |
| Wrestle Kingdom 14           | 4 y 5 de enero de 2020 | 40 008 30 063               | Kazuchika Okada vs. Kota Ibushi (4 de enero) Kazuchika Okada vs. Tetsuya Naito (5 de enero)  | [ 22 ] [ 23 ] |                                                                      |        |
| Wrestle Kingdom 15           | 4 y 5 de enero de 2021 | 12 689 7 801                | Tetsuya Naito vs. Kota Ibushi (4 de enero) Kota Ibushi vs. Jay White (5 de enero)            | [ 24 ] [ 25 ] |                                                                      |        |
| Wrestle Kingdom 16           | 4 y 5 de enero de 2022 | 12 047 6 379                | Shingo Takagi vs. Kazuchika Okada (4 de enero) Kazuchika Okada vs. Will Ospreay (5 de enero) | [ 26 ] [ 27 ] |                                                                      |        |
| Wrestle Kingdom 16           | 8 de enero de 2022     | Kōhoku-ku, Yokohama         | Yokohama Arena                                                                               | 7 077         | Kazuchika Okada y Hiroshi Tanahashi vs. Keiji Mutoh y Kaito Kiyomiya | [ 28 ] |
| Wrestle Kingdom 17           | 4 de enero de 2023     | Bunkyō, Tokio               | Tokyo Dome                                                                                   | 26 085        | Jay White vs. Kazuchika Okada                                        | [ 29 ] |
| Wrestle Kingdom 17           | 21 de enero de 2023    | Kōhoku-ku, Yokohama         | Yokohama Arena                                                                               | 5 533         | Tetsuya Naito vs. Kenoh                                              | [ 30 ] |
| Wrestle Kingdom 18           | 4 de enero de 2024     | Bunkyō, Tokio               | Tokyo Dome                                                                                   | 27 422        | Sanada vs. Tetsuya Naito                                             | [ 31 ] |
| Wrestle Kingdom 19           | 4 de enero de 2025     | 24 107                      | Zack Sabre Jr. vs. Shota Umino                                                               | [ 32 ]        |                                                                      |        |

## Estadísticas
- Según cifras oficiales, Wrestle Kingdom VI es el Wrestle Kingdom con mayor número de asistentes con un total de 43.000 personas, sin embargo, NJPW comenzó a reportar las verdaderas cifras de asistencia a sus eventos a partir de fines de abril de 2015,[33] por tanto y tomando en consideración lo anterior, Wrestle Kingdom 14 tiene el récord de asistencia con 40.008 personas.
- Kazuchika Okada es el luchador que más eventos principales tiene en Wrestle Kingdom, con 11, seguido por Hiroshi Tanahashi con 10, y de lejos por Tetsuya Naito con 4, y Shinsuke Nakamura y Kota Ibushi con 3.
- Kenny Omega es el primer luchador no japonés en haber protagonizado un Wrestle Kingdom (Wrestle Kingdom 11).
- La lucha evento principal que más tiempo ha durado fue la de Kota Ibushi vs. Jay White en Wrestle Kingdom 15, la cual duró 48:50, mientras que la lucha que menos ha durado fue la de Shinsuke Nakamura vs. Yoshihiro Takayama en Wrestle Kingdom IV, con 15:51.
- Wrestle Kingdom 12 fue la primera vez en que se disputó el Campeonato Peso Pesado de los Estados Unidos de la IWGP en un Wrestle Kingdom.
- Wrestle Kingdom 14 es la primera edición en llevarse a cabo en dos días seguidos.